# Ischnocampa obscurata
Ischnocampa obscurata là một loài bướm đêm thuộc phân họ Arctiinae, họ Erebidae.